# Терме-Вильяторе
Те́рме-Вильято́ре (итал. Terme Vigliatore, сиц. Tèrmini Vigghiaturi / Tèrmini Lugghiaturi / Temmini) — коммуна в Италии, располагается в регионе Сицилия, в провинции Мессина.
Население составляет 6438 человек (2008 г.), плотность населения составляет 495 чел./км². Занимает площадь 13 км². Почтовый индекс — 98050. Телефонный код — 090.
Покровительницей коммуны почитается Пресвятая Богородица, празднование 15 сентября.

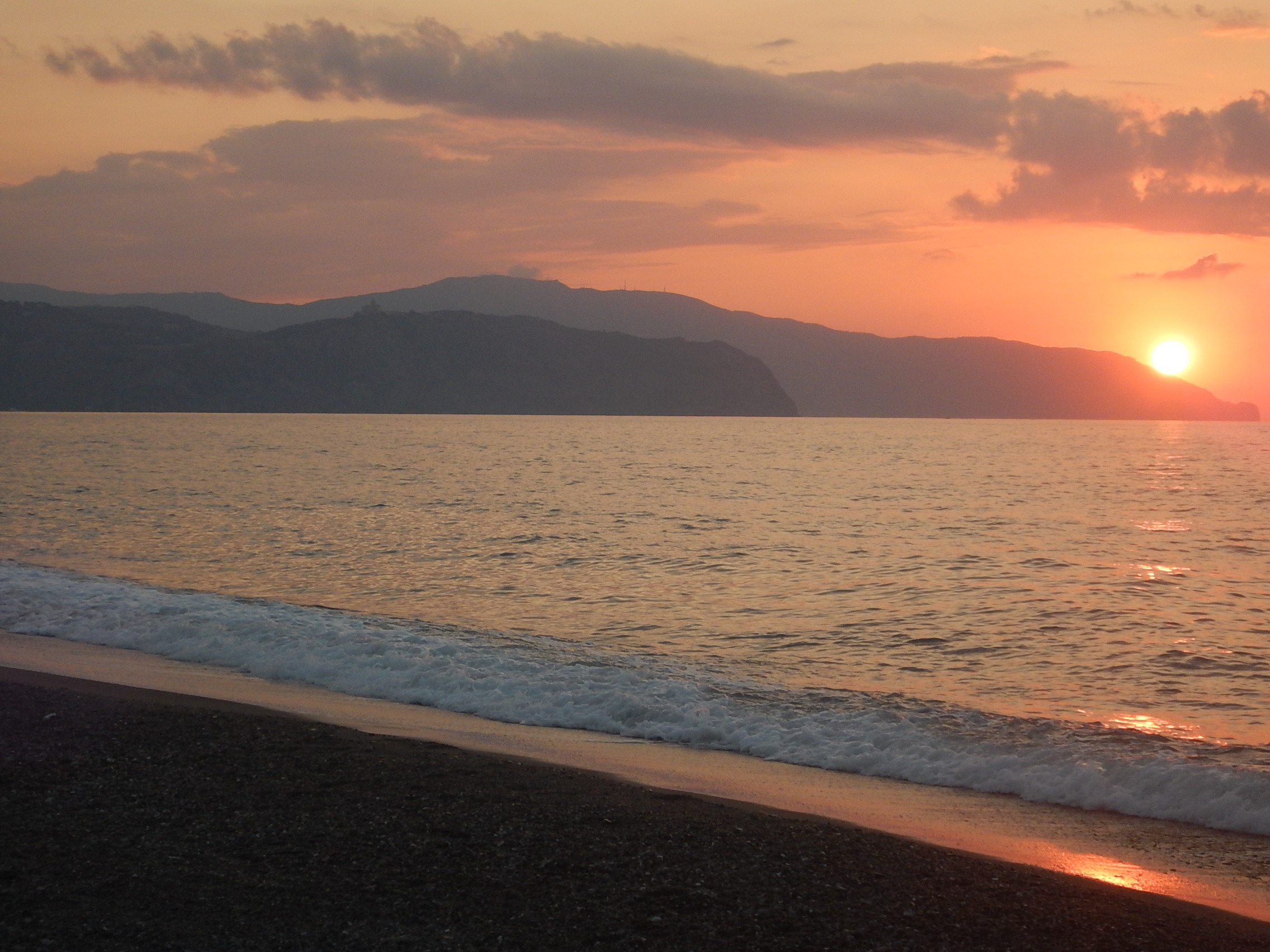
Пляж Терме-Вильяторе на закате у мыса Тиндари

## Демография
Динамика населения:

## Администрация коммуны
- Официальный сайт: http://www.comune.termevigliatore.me.it